# Kremlin Cup 2021
Kremlin  Cup 2021 (còn được biết đến với VTB Kremlin Cup 2021 vì lý do tài trợ) là một giải quần vợt chuyên nghiệp thi đấu trên mặt sân cứng trong nhà. Đây là lần thứ 31 (nam) và lần thứ 25 (nữ) giải Kremlin Cup được tổ chức. Giải đấu là một phần của ATP Tour 250 trong ATP Tour 2021, và WTA 500 trong WTA Tour 2021. Giải đấu diễn ra tại Irina Viner-Usmanova Gymnastics Palace và Luzhniki Palace of Sports ở Moscow, Nga, từ ngày 18 đến ngày 24 tháng 10 năm 2021.

## Nội dung đơn ATP

### Hạt giống
| Quốc gia | Tay vợt          | Xếp hạng1 | Hạt giống |
| -------- | ---------------- | --------- | --------- |
| RUS      | Andrey Rublev    | 5         | 1         |
| RUS      | Aslan Karatsev   | 23        | 2         |
| RUS      | Karen Khachanov  | 29        | 3         |
| KAZ      | Alexander Bublik | 34        | 4         |
| SRB      | Filip Krajinović | 37        | 5         |
| CRO      | Marin Čilić      | 41        | 6         |
| BLR      | Ilya Ivashka     | 45        | 7         |
| SRB      | Laslo Đere       | 47        | 8         |

- Bảng xếp hạng vào ngày 4 tháng 10 năm 2021

### Vận động viên khác
Đặc cách:
- Evgeny Donskoy
- Alibek Kachmazov
- Roman Safiullin

Bảo toàn thứ hạng:
- Guido Pella
- Gilles Simon

Vượt qua vòng loại:
- Damir Džumhur
- Egor Gerasimov
- Borna Gojo
- Illya Marchenko

Thua cuộc may mắn:
- Ričardas Berankis

### Rút lui
Trước giải đấu
- Pablo Andújar → thay thế bởi  Federico Coria
- Ilya Ivashka → thay thế bởi  Ričardas Berankis
- Sebastian Korda → thay thế bởi  Gilles Simon
- Daniil Medvedev → thay thế bởi  Mikael Ymer

## Nội dung đôi ATP

### Hạt giống
| Quốc gia | Tay vợt        | Quốc gia | Tay vợt            | Xếp hạng1 | Hạt giống |
| -------- | -------------- | -------- | ------------------ | --------- | --------- |
| RSA      | Raven Klaasen  | JPN      | Ben McLachlan      | 57        | 1         |
| KAZ      | Andrey Golubev | MON      | Hugo Nys           | 94        | 2         |
| AUS      | Luke Saville   | AUS      | John-Patrick Smith | 96        | 3         |
| BIH      | Tomislav Brkić | SRB      | Nikola Ćaćić       | 97        | 4         |

- 1 Bảng xếp hạng vào ngày 4 tháng 10 năm 2021

### Vận động viên khác
Đặc cách:
- Aslan Karatsev /  Richard Muzaev
- Pavel Kotov  /  Roman Safiullin

### Rút lui
Trước giải đấu
- Pablo Andújar /  Laslo Đere → thay thế bởi  Laslo Đere /  Guido Pella
- Marcelo Arévalo /  Matwé Middelkoop → thay thế bởi  Harri Heliövaara /  Matwé Middelkoop
- Marin Čilić /  Sebastian Korda → thay thế bởi  Ilya Ivashka /  Pedro Martínez

## Nội dung đơn WTA

### Hạt giống
| Quốc gia | Tay vợt                  | Xếp hạng1 | Hạt giống |
| -------- | ------------------------ | --------- | --------- |
| BLR      | Aryna Sabalenka          | 2         | 1         |
| ESP      | Garbiñe Muguruza         | 6         | 2         |
| GRE      | Maria Sakkari            | 9         | 3         |
| RUS      | Anastasia Pavlyuchenkova | 13        | 4         |
| TUN      | Ons Jabeur               | 14        | 5         |
| GER      | Angelique Kerber         | 15        | 6         |
| KAZ      | Elena Rybakina           | 16        | 7         |
| ROU      | Simona Halep             | 17        | 8         |
| EST      | Anett Kontaveit          | 20        | 9         |

- Bảng xếp hạng vào ngày 4 tháng 10 năm 2021 .[4]

### Vận động viên khác
Đặc cách:
- Simona Halep
- Anett Kontaveit
- Anastasia Potapova
- Aryna Sabalenka

Vượt qua vòng loại:
- Anna Kalinskaya
- Aleksandra Krunić
- Bernarda Pera
- Oksana Selekhmeteva
- Lesia Tsurenko
- Zheng Qinwen

Thua cuộc may mắn:
- Irina Bara

### Rút lui
Trước giải đấu
- Bianca Andreescu → thay thế bởi  Anhelina Kalinina
- Paula Badosa → thay thế bởi  Andrea Petkovic
- Belinda Bencic → thay thế bởi  Dayana Yastremska
- Danielle Collins → thay thế bởi  Markéta Vondroušová
- Angelique Kerber → thay thế bởi  Irina Bara
- Petra Martić → thay thế bởi  Kateřina Siniaková
- Elise Mertens → thay thế bởi  Liudmila Samsonova
- Emma Raducanu → thay thế bởi  Tereza Martincová

## Nội dung đôi WTA

### Hạt giống
| Quốc gia | Tay vợt          | Quốc gia | Tay vợt            | Xếp hạng1 | Hạt giống |
| -------- | ---------------- | -------- | ------------------ | --------- | --------- |
| CHI      | Alexa Guarachi   | USA      | Desirae Krawczyk   | 29        | 1         |
| LAT      | Jeļena Ostapenko | CZE      | Kateřina Siniaková | 35        | 2         |
| CZE      | Marie Bouzková   | CZE      | Lucie Hradecká     | 70        | 3         |
| UKR      | Nadiia Kichenok  | ROU      | Raluca Olaru       | 72        | 4         |

- 1 Bảng xếp hạng vào ngày 4 tháng 10 năm 2021

### Vận động viên khác
Đặc cách:
- Oksana Selekhmeteva /  Anastasia Tikhonova

Bảo toàn thứ hạng:
- Vera Lapko /  Lidziya Marozava

### Rút lui
Trước giải đấu
- Sharon Fichman /  Giuliana Olmos → thay thế bởi  Anna Kalinskaya /  Anastasia Potapova
- Veronika Kudermetova /  Elena Vesnina → thay thế bởi  Natela Dzalamidze /  Kamilla Rakhimova
- Arina Rodionova /  Aliaksandra Sasnovich → thay thế bởi  Anna Danilina /  Arina Rodionova
- Monica Niculescu /  Elena-Gabriela Ruse → thay thế bởi  Vera Lapko /  Lidziya Marozava

## Nhà vô địch

### Đơn nam
- Aslan Karatsev đánh bại  Marin Čilić, 6–2, 6–4

### Đơn nữ
- Anett Kontaveit đánh bại  Ekaterina Alexandrova, 4–6, 6–4, 7–5.

### Đôi nam
- Harri Heliövaara /  Matwé Middelkoop đánh bại  Tomislav Brkić /  Nikola Ćaćić, 7–5, 4–6, [11–9]

### Đôi nữ
- Jeļena Ostapenko /  Kateřina Siniaková đánh bại  Nadiia Kichenok /  Raluca Olaru, 6–2, 4–6, [10–8]